# Carlo Di Carlo
Carlo Di Carlo (* 18. Juni 1938 in Bologna; † 18. März 2016 in Rom) war ein italienischer Dokumentarfilmer.

## Leben
Carlo Di Carlo begann seine Betätigung im Bereich des Filmes als Kritiker und Herausgeber der „Film Selezione“, in der er als Film-Essayist zu Bedeutung gekommen war (mit Aufsätzen unter anderem zu Michelangelo Antonioni). Ab 1961 widmete er sich dem Inszenieren von Kurzfilmen sowie zahlreicher Dokumentationen, von denen einige bei Festivals ausgezeichnet wurden und überdurchschnittliche Bekanntheit erlangten, so La menzogna di Marzabotto und Dove va la Germania? Immer wieder näherte er sich seinen Lieblingsregisseuren Antonioni und Pasolini in diesen Werken.
Nach Assistenzen für Antonioni, Pier Paolo Pasolini und Ugo Gregoretti inszenierte Di Carlo zwischen 1971 und 1975 mittellange Filme für das deutsche Fernsehen; 1987 tat er das (mit Cinque storie inquietanti, für die er auch das Drehbuch schrieb) auch in Italien. Zehn Jahre zuvor hatte er seinen einzigen abendfüllenden Spielfilm vorgelegt, den bildgewaltigen Per questa notte, der nach einem Roman von Juan Carlos Onetti entstand.

## Filmografie (Auswahl)
- 1971: Ludwig L (Kurzfilm)
- 1977: Per questa notte
- 1981: Assunta (Fernsehfilm)
- 1987: Cinque storie inquietanti (Fernsehserie, 5 Folgen)
- 2008: Antonioni su Antonioni (Dokumentation)